# Paolo Petrocelli
Paolo Petrocelli (Roma, 1984) es un emprendedor cultural, autor, y profesor universitario italiano conocido por sus contribuciones a UNESCO y TEDx. Petrocelli también es conocido como fundador de “EMMA for Peace” (Euro-Mediterranean Music Academy for Peace), una organización que colabora con instituciones internacionales a través de mutuo intereses por la cultura, música y paz global.

## Biografía
Se graduó en la Universidad de Roma La Sapienza y la Universidad de Middlesex de Londres. Luego obtuvo una maestría en violín de la Accademia Nazionale di Santa Cecilia, donde se especializó en el estudio de la música europea del siglo XX. 
Él es también "fellow" visitante en la Universidad de Yale Actualmente es candidato a Ph.D. en Economía, Marketing y Creatividad en la Universidad Libre de Lengua y Comunicación de Milán.

## Carrera
Petrocelli es el fundador y el presidente de EMMA for Peace (Euro-Mediterranean Music Academy), así como un exmiembro de la junta directiva de la Fundación Teatro dell'Opera di Roma (Rome Opera House). También es el fundador y exdirector artístico del Espíritu de la Música Británica (una serie de conciertos de música en Roma dedicado a la música británica) y el exdirector de IMG Artists.
De 2008 a 2011, trabajó como miembro de la Comité de la Juventud en Working Group Youth en European Music Council, En 2011 trabajó para UNESCO como delegado juvenil para Italia, y en 2012 fue nombrado por el British Council para representar a Italia en el Programa Internacional de Liderazgo Cultural 2011-2012. Desde entonces, ha servido en diversas organizaciones culturales, incluyendo United Nations, World Economic Forum, Aspen Institute, Junior Chamber International, European Cultural Parliament, International Music Council, ONE Campaign, y Playing for Change.
Petrocelli es también un miembro del jurado internacional de competiciones para las organizaciones The Richard Wagner International Competition, Aram Jachaturián International Violin Competition (2015), y el International Music Festival Sharq Taronalari (2015).

## TEDx y trabajo académico
Paolo Petrocelli es actualmente profesor en la Libera Università Internazionale degli Studi Sociali Guido Carli y IED Roma. También es director del programa de Maestría en Gestión Cultural de la Rome Business School, y profesor visitante en Sole 24 Ore Business School.
En 2010, publicó un libro titulado “The Resonance of a Small Voice: William Walton and the Violin Concerto in England between 1900 and 1940” (Cambridge Scholars Publishing). También ha publicado sobre la música de Sir William Walton.
Durante su aparición en TEDx en Roma (2015), Petrocelli observó como la música puede ser "un lenguaje universal." Examino cómo la música puede proporcionar alteraciones favorables en nuestra vida cotidiana, y ser utilizada como una herramienta para traer cambios positivos en todo el mundo.

## Publicaciones
- "Il Fascino di una Voce Fievole", Aracne, 2012 ISBN 978-88-548-4782-8[39]
- "The Resonance of a Small Voice: William Walton and the Violin Concerto in England between 1900 and 1940", Cambridge Scholars Publishing, 2010 ISBN 978-1-4438-1721-9[40]
- "William Walton", Nuova Rivista Musicologica Italiana - Rai Eri, 2008 ISBN 978-8-8397-1468-8[41]

## Discografía
- Vinegar Socks, Grinding Tapes,   USA, (2010)[42]
- Dieci Inverni, Rai Trade, ITA, (2010)[43]